# Марлиана
Марлиа̀на (на италиански: Marliana) е малко градче и община в Централна Италия, провинция Пистоя, регион Тоскана. Разположено е на 469 m надморска височина. Населението на общината е 3179 души (към 2018 г.).